# قائمة شعارات الدول
تحتوي هذه المقالة على شعارات الدول المذكورة في قائمة الدول.

## آسيا

### آسيا الوسطى

شعار كازاخستان
شعار قيرغيزستان
شعار طاجيكستان
شعار تركمانستان
شعار أوزبكستان
شعار أفغانستان

### شرق آسيا

شعار الصين
شعار جمهورية الصين
شعار اليابان
شعار كوريا الشمالية
شعار كوريا الجنوبية
شعار منغوليا

### جنوب شرق آسيا

شعار بروناي
شعار تيمور الشرقية
شعار إندونيسيا
شعار لاوس
شعار ماليزيا
شعار بورما
شعار الفلبين
شعار سنغافورة
شعار تايلاند
شعار فيتنام

### جنوب آسيا

شعار بوتان
شعار الهند
شعار جزر المالديف
شعار نيبال
شعار باكستان
شعار سريلانكا

### غرب آسيا

شعار فلسطين
شعار لبنان
شعار الأردن
شعار العراق
شعار البحرين
شعار الكويت
شعار عمان
شعار قطر
شعار السعودية
شعار سوريا
شعار الإمارات العربية المتحدة
شعار أرمينيا
شعار أذربيجان
شعار جورجيا
شعار إيران
شعار شمال قبرص التركية
شعار تركيا
شعار اليمن

## أفريقيا

### شمال أفريقيا

شعار السودان
شعار مصر
شعار تونس
شعار المغرب
شعار ليبيا
شعار الجزائر
شعار بوروندي
شعار جزر القمر
شعار جيبوتي
شعار الصومال
شعار أثيوبيا
شعار إريتريا
شعار كينيا
شعار مدغشقر
شعار مالاوي
شعار موريشيوس
شعار موزمبيق
شعار رواندا
شعار تانزانيا
شعار أوغندا
شعار زامبيا
شعار زيمبابوي
شعار سيشل
شعار جنوب السودان

### وسط أفريقيا

شعار أنغولا
شعار الكاميرون
شعار إفريقيا الوسطى
شعار تشاد
شعار جمهورية الكونغو الديمقراطية
شعار الكونغو
شعار غينيا الاستوائية
شعار الغابون
شعار ساو توميه وبرينسيب

### أفريقيا الجنوبية

شعار بوتسوانا
شعار ليسوتو
شعار ناميبيا
شعار سوازيلاند
شعار جنوب أفريقيا

### غرب إفريقيا

شعار موريتانيا
شعار بنين
شعار بوركينا فاسو
شعار الرأس الأخضر
شعار غامبيا
شعار غانا
شعار غينيا
شعار غينيا بيساو
شعار ليبيريا
شعار مالي
شعار النيجر
شعار نيجيريا
شعار السنغال
شعار سيراليون
شعار توجو
شعار ساحل العاج

## أوروبا

### أوروبا الشمالية

شعار أيسلندا
شعار النرويج
شعار السويد
شعار فنلندا
شعار إستونيا
شعار لاتفيا
شعار ليتوانيا
شعار الدنمارك
شعار أيرلندا
شعار المملكة المتحدة

### أوروبا الجنوبية

شعار البرتغال
شعار إسبانيا
شعار مالطا
شعار إيطاليا
شعار اليونان
شعار ألبانيا
شعار مقدونيا
شعار صربيا
شعار الجبل الأسود
شعار كرواتيا
شعار البوسنة والهرسك
شعار سلوفينيا

### أوروبا الغربية

شعار فرنسا
شعار بلجيكا
شعار ألمانيا
شعار النمسا
شعار ليختنشتاين

### أوروبا الشرقية

شعار أوكرانيا
شعار التشيك
شعار سلوفاكيا
شعار روسيا
شعار مولدوفا
شعار بولندا
شعار رومانيا
شعار بلغاريا
شعار المجر

## أمريكا الشمالية

### أمريكا الشمالية

شعار كندا
شعار المكسيك
شعار الولايات المتحدة

### الكاريبي

شعار أنتيجا وباربودا
شعار البهاما
شعار بربادوس
شعار كوبا
شعار جمهورية الدومينيكان
شعار غرينادا
شعار هايتي
شعار جامايكا
شعار سانت كيتس ونيفيس
شعار سانت لوسيا
شعار سانت فنسينت والجرينادينز
شعار ترينيداد وتوباجو

### أمريكا الوسطى

شعار بليز
شعار كوستاريكا
شعار السلفادور
شعار غواتيمالا
شعار هندوراس
شعار نيكاراغوا
شعار بنما

## أمريكا الجنوبية

شعار الأرجنتين
شعار البرازيل
شعار بوليفيا
شعار كولومبيا
شعار تشيلي
شعار الإكوادور
شعار الأوروغواي
شعار الباراغواي
شعار سورينام
شعار بيرو

## أوقيانوسيا

شعار أستراليا
شعار فيجي
شعار كيريباتي
شعار ولايات ميكرونيسيا المتحدة
شعار جزر مارشال
شعار نيوزيلندا
شعار ساموا
شعار تونغا
شعار توفالو
شعار فانواتو

## دول محدودة الإعتراف أو غير معترف بها

شعار أرض الصومال
شعار التبت
شعار أبخازيا
شعار جمهورية مرتفعات قرة باغ
شعار كوسوفو
شعار أوسيتيا الجنوبية
شعار ترانسنيستريا